# Чумбулка
Чумбулка — река в России, протекает по Колпашевскому и Парабельскому районам Томской области. Устье реки находится в 6 км от устья Куржины по левому берегу. Длина реки составляет 97 км, площадь водосборного бассейна — 583 км².

## Притоки
- 11 км: водоток протока Пори (лв)
- 13 км: водоток протока Нюрса (лв)
- ? км: Гнилая (пр)
- 27 км: река без названия (лв)

## Данные водного реестра
По данным государственного водного реестра России относится к Верхнеобскому бассейновому округу, водохозяйственный участок реки — Кеть, речной подбассейн реки — бассейн притоков (Верхней) Оби от Чулыма до Кети. Речной бассейн реки — (Верхняя) Обь до впадения Иртыша.
Код объекта в государственном водном реестре — 13010600112115200027948.